# Q-hvězda
Q-hvězda (také známá jako šedá díra) je hypotetický typ kompaktní, těžké neutronové hvězdy se speciálním typem hmoty. Název Q-hvězda neznamená kvarkovou hvězdu a často se zaměňuje s hvězdnou černou dírou. Kandidátem na takový kompaktní objekt je V404 Cyg.
Typy Q-hvězd:
- Q-ball [1]
- B-ball, je stálá Q-ball s velkým baryonového číslem B. Existují v neutronových hvězdách, které absorbovaly Q-ball. [1]